# تأثير العمر الأبوي
يقصد بمصطلح تأثير عمر الأب أو تأثير العمر الأبوي (بالإنجليزية: paternal age effect)‏ تلك العلاقة الإحصائية التي تربط بين العمر الأبوي عند حدوث الحمل والتأثيرات البيولوجية اللاحق على الطفل. يمكن أن تظهر هذه التأثيرات على شكل تغيرات في وزن الولادة أو متوسط العمر المتوقع أو أيضا على شكل اضطرابات خلقية أو عواقب نفسية.
وجد خلال إحدى البحوث التي أجريت بحلول سنة 2017، أنه وبالرغم من ارتباط الآثار الصحية الخطيرة بعمر أكبر للأب، إلا أن الزيادة الكلية في المشكلات التي يسببها العمر الأبوي تبقى صغيرة. لذلك وبغض النظر عن الارتفاع الذي عرفه سن الآباء منذ سنتي  1960 و1970، فإنه لا ينظر إلى ذلك باعتباره مصدر قلق كبير للصحة العامة.
يمكن للنوعية الوراثية للحيوانات المنوية، وكذلك حجمها وحركتها، أن تنخفض مع التقدم في العمر،  وهو الأمر الذي دفع بعالم الجينات الشهير جيمس فرانكلين كرو إلى الاعتقاد بكون العمر الأبوي له تأثير كبير جدا على المحتوى الجيني للإنسان، عندما قال بأن "الذكور الأكبر سنا، هم أكبر الأخطار التي قد تتهدد صحة الجينوم البشري.
اقترح تأثير العمر الأبوي ضمنيا لأول مرة بحلول عام 1912 من قبل الطبيب ألماني فيلهيلم واينبرغ (طبيب متخصص في أمراض النساء والتوليد)،  لكن البريطاني ليونيل بنروز كان أول من تطرق له بشكل صريح بحلول عام 1955.

## تاريخ
الطبيب الألماني فيلهيلم واينبرغ كان سباقا إلى الاعتراف ضمنيا في سنة 1912 ولو بصفة غير مباشرة بوجود علاقة بين عمر الأب المتقدم والاضطرابات الوراثية لدى الأطفال، عندما افترض أن حالات الودانة قد تكون أكثر شيوعًا لدى الأطفال المزدادين مؤخرا مقارنة بالأطفال الذين ولدوا في وقت سابق من نفس مجموعة الوالدين. من خلال فرضيته هذه لم يميز واينبرغ «بين عمر الآباء» و«عمر الأمهات» ولا «ترتيب الولادة». بحلول سنة 1953، قام كروث باستخدام مصطلح «تأثير العمر الأبوي» في سياق حديثه عن نفس المرض، لكنه اعتقد خطأ أن هذه الحالة ناجمة أيضا عن تأثير من جانب سن الأم. بعد حوالي ثلاث سنوات من ذلك، وصف ليونيل بنروز لأول مرة بشكل صريح تأثير العمر الأبوي على الإصابة بالودانة في سنة 1955. على مستوى الحمض النووي، أُبْلِغَ لأول مرة عن تأثير العمر الأبوي بحلول سنة 1998 في اختبارات أبوة روتينية.
الاهتمام العلمي المتزايد بآثار العمر الأبوي، راجع بالأساس إلى ازدياد متوسط عمر الآباء في دول مثل المملكة المتحدة  وأستراليا  وألمانيا  بالإضافة إلى الولايات المتحدة التي ارتفع فيها إلى 30 و 54 سنة بين سنتي 1980 و2006. زيادة متوسط العمر الأبوي ناتجة بالأساس عن الزيادة التي شهدها متوسط العمر المتوقع بالإضافة إلى زيادة معدلات الطلاق وإعادة الزواج. على الرغم من الزيادات الأخيرة في متوسط عمر الآباء، تاريخيا يظل الأب الأكبر سنا في العالم والموثق في السجلات هو «جورج إسحاق هيوز» المولود في سنة 1840 والذي كان في عمر ال 94 عاما عندما أنجب طفلا من زوجته الثانية، التأكيد كان في مقالة نشرت في مجلة الجمعية الطبية الأمريكية (جاما) سنة 1935 جاء فيها أن خصوبته «قد تم فحصها طبيا والتأكد منها على نحو موثوق». في سنة 1936 وفي ظرف أقل من عامين استطاع انجاب طفله الثاني في عمر 96 سنة.:329
مؤخرا في سنة 2012، ادعى رجلان كلاهما من العمر 96 سنة، وهما «نانو رام جوغي» و«راميت راغوف»، وكلاهما من الهند، أنهما استطاعا ولادة أطفالا في هذا العمر.

## الآثار الصحية
هناك اليوم العديد من الأدلة التي يمكنها من خلالها إثبات تأثير العمر الأبوي المتقدم على عدد من الحالات والأمراض الأخرى. في كثير من تلك الحالات، يكون الدليل الإحصائي الرابط ضعيفا أو مرتبطا بعوامل مربكة أو اختلافات سلوكية. يمكن إجمال الشروط المقترحة لإظهار ارتباط تأثير العمر الأبوى بالتأثيرات البيولوجي اللاحقة في ما يلي:

### الاضطراب الأحادي الجين
قد يرتبط العمر الأبوي المتقدم بزيادة مخاطر إصاب الطفلة بعض الاضطرابات الجينية الأحادية الناجمة عن حدوث طفرات في جينات كتلك المسؤولة عن مستقبلات عامل النمو للخلية الليفية 1 و2 (FGFR2 وFGFR3)و مستقبل التيروزين كيناز (RET). هذه الحالات هي متلازمة أبير متلازمة كروزن متلازمة فايفر، الودانة، خلل التنسج المميت، تكون الورم الصماوي المتعدد النوع 2 وتكون الورم الصماوي المتعدد النوع 2 بي.
أهم هذه التأثيرات هي الإصابة بالودانة (وهو شكل من أشكال القزامة)، الذي يمكن أن يحدث بمعدل يصل إلى حوالي طفل واحد من أصل 1875 طفلا مزدادين من صلب رجال يفوق عمره الخمسين عاما، مقارنة بنسبة واحد لكل 15 ألف طفل عند عموم السكان. مع ذلك، يبقى خطر الإصابة بالودانة لا يكاد يذكر. جينات FGFR هي الأكثر عرضة بشكل خاص لتأثير العمر الأبوي بسبب الإنقاء الأناني للحيوانات المنوية، حيث يتم تعزيز تأثير الطفرات المزمنة في الرجال الأكبر سنا لأن الخلايا ذات الطفرات المعينة لها ميزة انتقائية بالمقارنة مع الخلايا الأخرى.

### آثار الحمل
ذكرت العديد من الدراسات أن العمر الأبوي المتقدم مرتبط بزيادة مخاطر الإجهاض. إلا أن قوة الترابط تختلف بين الدراسات.
تم اقترح أن سبب هذه الإجهاضات راجع إلى وجود اضطراب في الصبغيات في الحيوانات المنوية للرجال الكبار في السن. كما تم اقتراح أن زيادة خطر حدوث الإملاص مرتبطة بحالات الحمل الناتجة عن رجال يفوق سنهم 45 عاما.

### الاضطرابات النفسية
يعتقد البعض أن مرض الفصام يرتبط بالعمر  الأبوي المتقدم،  لكنه العلاقة بينهما تظل غير مثبتة. نفسيا دائما، أظهرت بعض الدراسات التي أجريت في هذا المجال وجود ارتباط بين اضطراب طيف التوحد (ASD) والعمر الأبوي المتقدم، على الرغم من أنه يبدو أنه مرتبط أيضا بعمر الأم.
في إحدى الدراسات التي أجريت مؤخرا، تم التوصل إلى نتيجة مفادها أن خطر الإصابة بالإضطراب الثنائي القطب، لا سيما المرض المبكر، يقل عند الأطفال الذين ولدوا عندما كانت أعمارهم آباءهم ما بين 20 و 24 عاما، في حين أن هذا الخطر يزداد ليبلغ ثلاثة أضعاف عند الأطفال المولودين من آباء يفوق عمرهم الخمسين سنة. مع العلم أن نفس الدراسة أكدت عدم وجود علاقة مماثلة مع عمر الأم.
بحلول سنة 2017 توصل أحد البحوث إلى كون الغالبية العظمى من الدراسات تؤيد بشكل أو بآخر وجود علاقة بين سن الأب المتقدم أضطرابات نفسية كالتوحد وانفصام الشخصية، لكنه وفي المقابل تبقى هناك أدلة أقل إقناعا أو غير متسقة تشير لارتباط عمر الأب بأمراض نفسية أخرى.

### أمراض السرطان
قد يترافق العمر الأبوي مع زيادة خطر الإصابة بسرطان الثدي،  لكن الارتباط يظل ضعيفا نتيجة لوجود تأثيرات مربكة.
وفقا لبحث أجري بحلول سنة 2017، هناك أدلة ثابتة على وجود رابط بين عمر الأب وحدوث زيادة في الإصابة بسرطان الدم الليمفاوي الحاد عند الأطفال. في المقابل تكون نتائج الارتباطات مع سرطانات الطفولة الأخرى أكثر اختلاطا (مثل سرطان الشبكية) أو سلبية بشكل عام.

### السكري
على الرغم من كون نتائج البحث غير متناسقة، وعدم وجود ارتباط واضح يمكن البناء علية، تم اقتراح ارتفاع سن الأب كواحد من العوامل التي يمكن أن تزيد من خطر الإصابة بمرض السكري من النوع الأول. لكن نتائج البحث تبقى غير متناسقة، ولم يتم تأسيس أي ارتباط واضح عليها.

### متلازمة داون
يبدو لعمر الأب تاثير على اصابة الطفل بمتلازمة داون، ولكنه يبقى قليل جدا مقارنة بالثأثير الذي قد يشكله عمر الأم.

### النباهة
وجدت إحدى المراجعة التي أجريت في سنة 2005 وجود علاقة بين العمر الأبوي ونسب الذكاء المنخفضة (IQ). حيث تم العثور على أعلى معدل ذكاء عن أطفال الآباء الذين يتراوح عمرهم ما بين 25 و44 سنة. في حين أن الآباء الذين تقل أعمارهم عن 25 أو تفوق 44 سنة تميل نسبة ذكاء أطفالهم إلى معدلات منخفضة.
في شأن ذي صلة، فحصت دراسة أجريت في سنة 2009 أطفال في بأعمار مختلفة (8 أشهر، و4 سنوات، و7 سنوات)، ووجدت أن العمر الأبوي كان مرتبطا بالنتائج الأقل في جميع الاختبارات المعرفية العصبية المستخدمة تقريبا، في حين أن عمر الأم كان مرتبطا بعلامات أفضل في نفس الاختبارات. في افتتاحية صاحبت هذه المقالة تم ابراز أهمية السيطرة على الوضع الاجتماعي والاقتصادي في الدراسات المتعلقة بالعمر والذكاء الأبوي. قدمت ورقة صدرت سنة 2010 من إسبانيا دليلا آخر على تأثير العمر الأبوي، عندما اكدت أن متوسط العمر الأبوي يكون مرتفعا في حالات الإعاقة الذهنية.
استنتجت الأبحاث اللاحقة أن الارتباطات السلبية التي تم الإبلاغ عنها سابقا يمكن تفسيرها بوجود عوامل مربكة، على غرار الذكاء الأبوي والتعليم. في دراسة معدلة على 0.5 مليون رجل سويدي معدلة للارتباك الوراثي، وبمقارنة بين الإخوة وجدوا الباحثون عدم وجود علاقة بين العمر الأبوي وذكاء الذرية. في دراسة أخرى مماثلة تم كشف وجود علاقة إيجابية بين العمر الأبوي ونمو الذكاء عند الذرية، الذي يمكن تفسيره بتكيف الذكاء الأبوي.

### خصوبة الأب
بحلول سنة 2001 اقترحت إحدى المراجعات وجود علاقة بين السن المتقدم للأب وانخفاض وقت ومعدلات وقوع الحمل  الحمل، وزيادة العقم عند نقطة معينة. بالإضافة إلى ذلك وبمقارنة عمر الشريك، توصلت المقارنات التي أجريت بين الرجال دون سن الثلاثين والرجال الذين تجاوزوا سن الخمسين إلى وجود انخفاظ نسبي في معدلات الحمل قد بتراوح بين 23 في المائة و 38 في المائة.

## التقييم الطبي
توصي الكلية الأمريكية لعلم الوراثة الطبية بإجراء تخطيط الصدى التوليدي مابين الأسبوع الثامن عشر والعشرين للحمل في حالات كان الأب في سن متقدمة بغرض تقييم صحة وتطور الجنين، بالرغم من كونها في نفس الوقت ترى أن هذا الإجراء «من غير المرجح أن يكتشف عددا من الحالات ذات الاهتمام». بصفة عامة لا يوجد تعريف موحد 'للعمر الأبوي المتقدم؛  ويعرف عادة على أنه كل عمر يساوي 40 فما فوق، التأثير في الواقع يزيد بصفة خطية مع تقدم الأب في العمر، بدلا من الظهور في عمر معين.
وفقا لدراسة أجريت سنة 2006، فإنه ينبغي الموازنة بين أي آثار سلبية للعمر الأبوي المتقدم والمزايا الاجتماعية المحتملة للأطفال المولودين لآباء كبار في السن.
وفقا لعالم الوراثة جيمس إف كرو الذي وصف الطفرات التي لها تأثير مرئي مباشر على صحة الطفل وكذلك الطفرات التي يمكن أن تكون كامنة أو لها تأثيرات واضحة على صحة الطفل؛ العديد من هذه الطفرات الطفيفة أو الكامنة تسمح للطفل بالتكاثر، ولكنها قد تسبب مشاكل أكثر خطورة للأحفاد وأبناء الأحفاد والأجيال اللاحقة.